# Guildhall of St George
Le Guildhall of St George est un bâtiment classé Grade I à King's Lynn, dans le comté de Norfolk, en Angleterre. La guilde de Saint-Georges a été fondée en 1376 et a construit le Guildhall entre 1410 et 1420. Il s'agit du plus grand guildhall existant en Angleterre. Il est utilisé comme théâtre depuis 1445, ce qui en fait le plus ancien théâtre encore en activité au Royaume-Uni, et le seul encore existant dans lequel William Shakespeare aurait joué. Le bâtiment appartient au National Trust, qui l'a loué au district non métropolitain de King's Lynn and West Norfolk pour qu'il soit utilisé comme salle de musique, de spectacles, de conférences et de divertissements.

## Histoire

### Fondation
Le guildhall a été créé pour la Guilde de Saint-Georges au début du XVe siècle,,. En 1406, la Guilde fondée en 1376, acquiert un terrain remblayé sur la rive de la rivière Great Ouse pour y construire ce bâtiment. Construite entre 1410 et 1420, il est utilisé à partir de 1428. Vers 1500, la structure est renforcée par l'ajout de contreforts le long du mur nord.
Après la dissolution des guildes en 1547, le contrôle du guildhall passe à la Lynn Corporation qui en reste propriétaire jusqu'en 1814. À la fin du XVIIe siècle, une cave à vin voûtée en briques est aménagée dans le sous-sol, dont l'accès s'est poursuivi sous les entrepôts ultérieurs, en direction de la rivière. Le hall continu à servir de théâtre et de salle publique, ainsi que de palais de justice, d'école et d'entrepôt de munitions pendant la guerre civile anglaise.

### Le plus ancien théâtre d'Angleterre: 1445-1814
La plus ancienne trace de représentation théâtrale est une pièce de la nativité jouée avant une fête de la Guilde en janvier 1445 par William, le barbier de Grassmarket, et Richard Comber. La Guilde organise régulièrement des représentations théâtrales, notamment une procession le jour de la Saint-Georges, qui a lieu jusqu'en 1546. Après la dissolution des guildes, il est utilisé par plusieurs compagnies d'acteurs (en) ; les Queen Elizabeth's Men s'y produisent régulièrement entre 1585 et 1595. Des recherches universitaires récentes menées par le professeur Matthew Woodcock, de l'université d'East Anglia, ont confirmé la tradition locale selon laquelle William Shakespeare aurait joué au guildhall avec la Compagnie de Théatre The Earl of Pembroke's Men (en) en 1593, alors que les théâtres londoniens étaient fermés à cause de la peste. C'est le seul théâtre d'Angleterre où Shakespeare aurait joué.
Au XVIIe siècle, les acteurs continuent à utiliser le guildhall jusqu'à l'interdiction des pièces de théâtre imposée par le Commonwealth. Les représentations théâtrales reprennent après la Restauration en 1660. Le succès de la salle conduit à la construction du Theatre Royal dans la ville en 1813, et en 1814, le guildhall est vendu, et revendu en 1826 aux Everard, une famille de marchands qui le transforme en entrepôt.

### XX et XXI siècles
En 1920, la famille Everard vend la salle à G.M. Bridges and Son Ltd, concepteurs de décors de théâtre. La société connait le succès aux époques victorienne et édouardienne et a obtient des mandats royaux pour son travail à Sandringham House[5], mais son activité décline avec l'avènement du cinéma. En 1946, le guildhall est laissé à l'abandon et sa démolition est programmée. Il est acheté par Alexander Penrose, (fils du peinte James Doyle Penrose), qui le transforme en centre artistique. Le bâtiment est restauré de 1948 à 1951 par l'architecte Marshall Sisson (en) et acquis par le National Trust. En 1951, le St George's Arts Trust y prend un bail emphytéotique. Le centre est inauguré par la Reine Mère Elizabeth, à l'occasion du premier King's Lynn Festival, le 24 juillet de la même année.
Les entrepôts qui forment la cour du bâtiment sont convertis en galeries en 1963 par Lady Fermoy (dame d'honneur de la reine mère) en mémoire de son mari, Lord Fermoy, qui avait été maire de King's Lynn et membre du parlement de cette ville.
En 1993, le conseil municipal reprend le bail.
Entre 2011 et 2016, le King's Lynn Arts Centre Trust gère la galerie. En 2019, le National Trust, le King's Lynn and West Norfolk Borough Council et le Shakespeare's Guildhall Trust nouvellement créé forment un groupe pour le réaménagement du site. Bien que le Guildhall Trust ait été liquidé par la suite, les membres restants du groupe ont poursuivi le réaménagement.
En 2019, le guildhall est déclaré projet prioritaire du Town Deal pour King's Lynn et un plan de développement pour la zone est- finalisé,. Le 5 janvier de chaque année, le théâtre commémore l'anniversaire de la première représentation enregistrée à cet endroit en 1445,.
En 2022, Tim FitzHigham est nommé directeur créatif du site.
En 2023, le conseil municipal nomme Haworth Tompkins, un cabinet d'architectes spécialisé dans le réaménagement de théâtres historiques, pour diriger le réaménagement du guildhall afin de créer un centre culturel dont la pièce maîtresse serait un théâtre shakespearien,. Les travaux devraient s'achever en 2026.
En 2024 des recherches archéologique sont entreprises sur un des murs intérieur, du fait de son apparence particulière qui sucite la curiosité. La dépose du mur datant du 18° siècle à révélé à l'arrière une arche de briques, murée elle même par des briques. Il semblerait que ce passage daterait du XV° siècle, du temps où Shakespear aurait joué dans le théâtre, et qu'il permettait aux comediens d'accèder à une pièces qui leur était dédiée.

## Architecture et description
Le Guildhall of St George est le plus grand guildhall médiéval subsistant dans le pays. Il est classé Grade I. Construit en brique, sur deux étages avec un toit à deux versants, ses dimensions sont de 32,6 x 8,8 m. Le bâtiment occupe un site long et étroit qui était autrefois un terrain de burgage (en) entre King Street et la rivière. Le théâtre se trouve à l'étage supérieur surélevé, au-dessus d'un sous-sol. Le toit est de style hammerbeam (en).

## Galerie

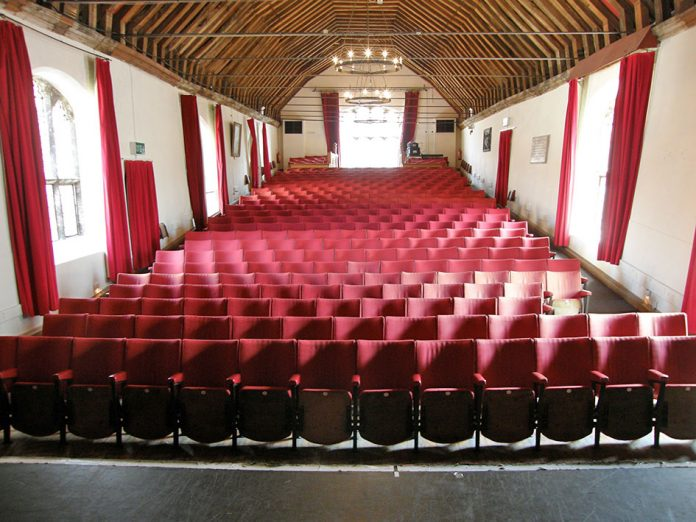
Le toit en bois d'origine (15° siècle) est visible à l'intérieur du bâtiment
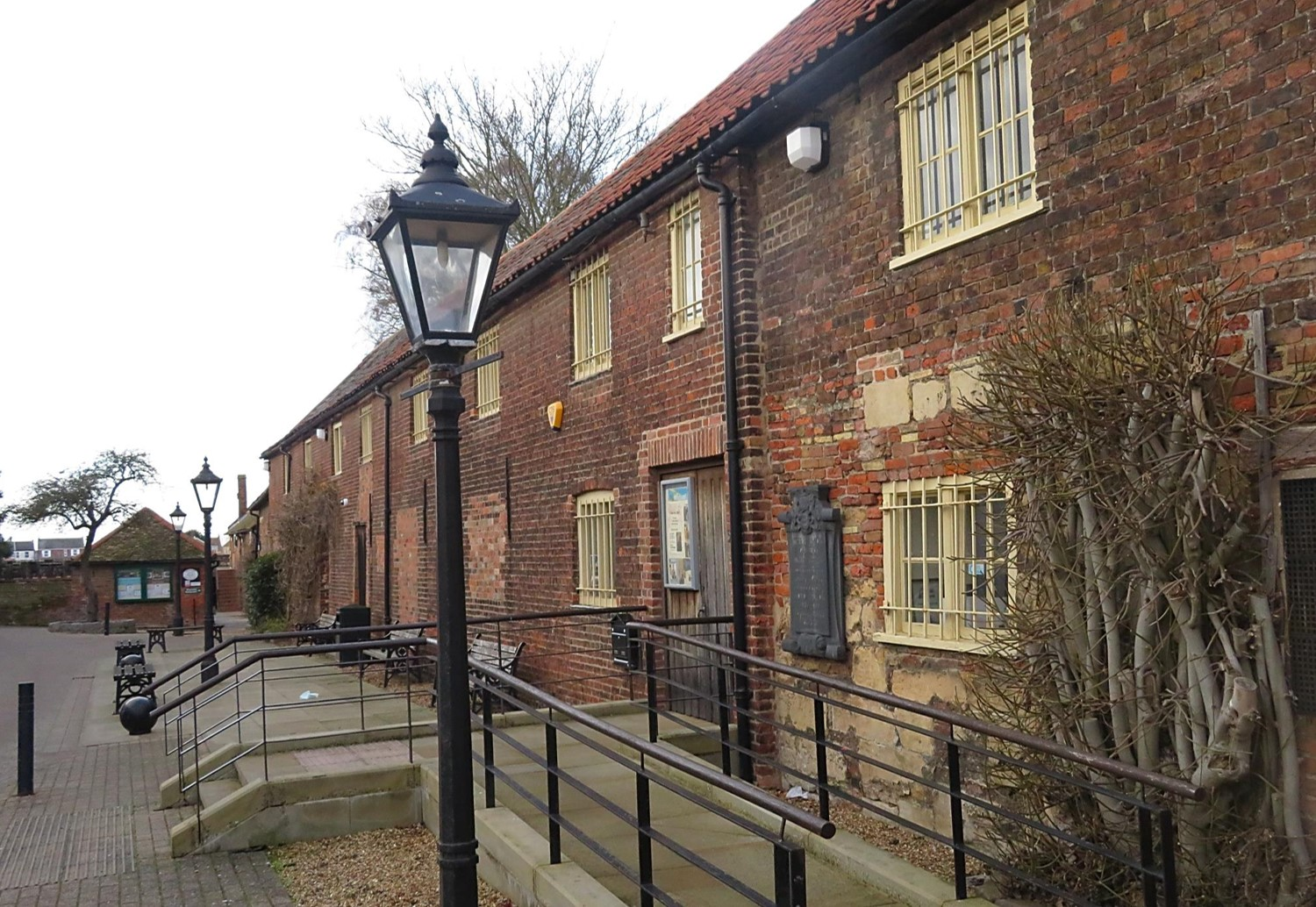
La cours
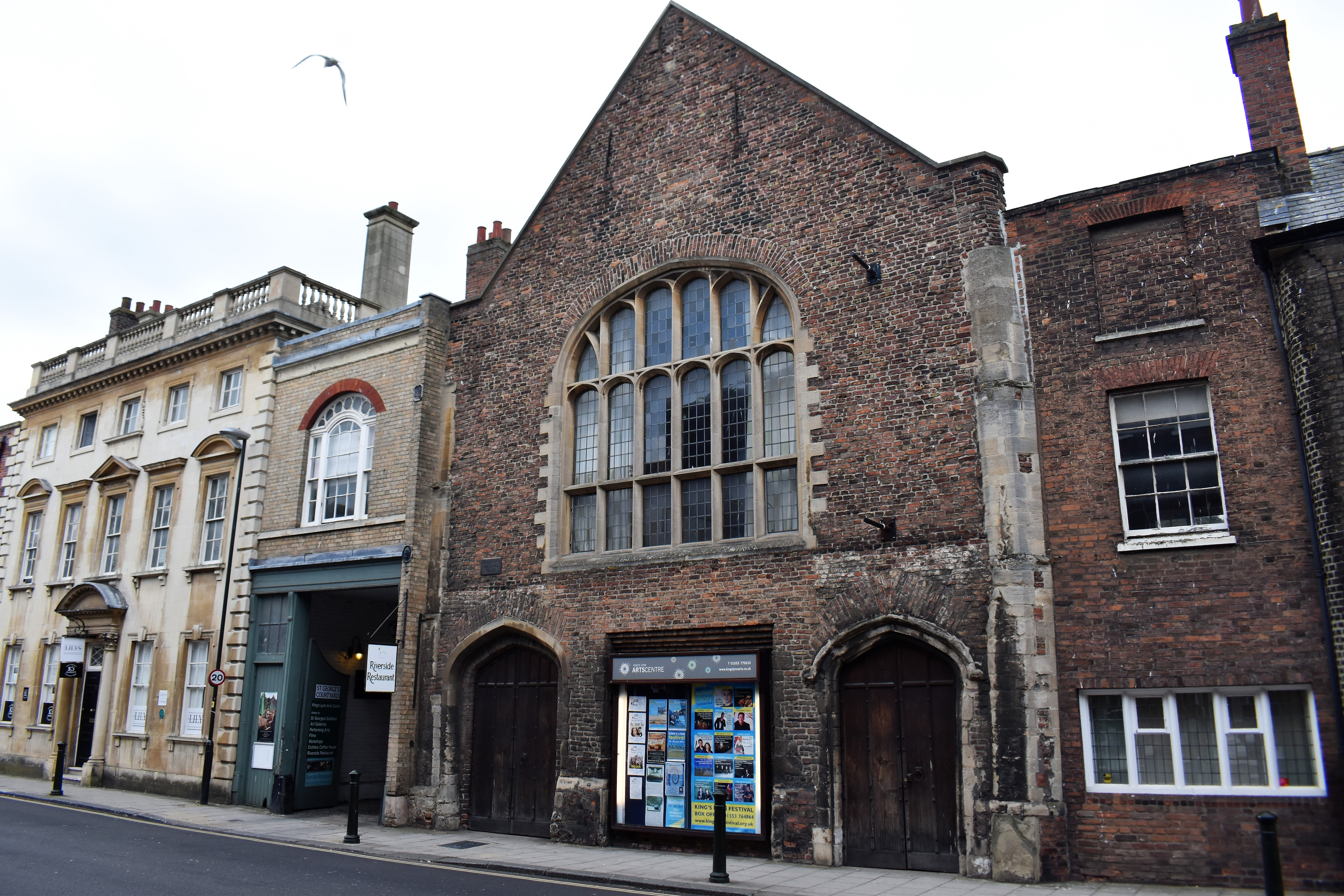
La façade